# Campeonato Sul-Mato-Grossense 2006
In 2006 werd het 28ste Campeonato Sul-Mato-Grossense gespeeld voor clubs uit de Braziliaanse staat Mato Grosso do Sul. De competitie werd georganiseerd door de Federação de Futebol de Mato Grosso do Sul en werd gespeeld van 29 januari tot 25 juni. Coxim werd kampioen.

## Eerste fase
| Plaats | Club                     | Wed. | W  | G | V  | Saldo | Ptn. |
| ------ | ------------------------ | ---- | -- | - | -- | ----- | ---- |
| 1.     | CENE                     | 18   | 15 | 1 | 2  | 51:17 | 46   |
| 2.     | Coxim                    | 18   | 11 | 2 | 5  | 42:18 | 35   |
| 3.     | Águia Negra              | 18   | 11 | 0 | 7  | 28:21 | 33   |
| 4.     | Chapadão                 | 18   | 10 | 2 | 6  | 37:18 | 32   |
| 5.     | Operário de Campo Grande | 18   | 9  | 4 | 5  | 36:22 | 31   |
| 6.     | Rio Verde                | 18   | 8  | 1 | 9  | 31:29 | 25   |
| 7.     | Mundo Novo               | 18   | 6  | 3 | 9  | 15:34 | 21   |
| 8.     | Sete de Dourados         | 18   | 5  | 3 | 10 | 21:33 | 18   |
| 9.     | Pantanal                 | 18   | 3  | 2 | 13 | 24:69 | 11   |
| 10.    | Maracaju                 | 18   | 2  | 2 | 14 | 22:46 | 8    |

|  | Geplaatst voor tweede fase |
|  | Degradatie                 |

## Tweede fase
In geval van gelijkspel wint de club met het beste resultaat van de eerste fase.
|  | Halve finale | Halve finale | Halve finale |   |          | Finale | Finale | Finale |
|  |              |              |              |   |          |        |        |        |
|  | Chapadão     | 1            | 1            |   |          |        |        |        |
|  | CENE         | 0            | 1            |   |          |        |        |        |
|  | CENE         | 0            | 1            |   | Chapadão | 0      | 0      |        |
|  |              |              |              |   | Chapadão | 0      | 0      |        |
|  |              | Coxim        | 0            | 0 |          |        |        |        |
|  | Águia Negra  | Coxim        | 0            | 0 | 0        | 1      |        |        |
|  | Águia Negra  |              |              |   | 0        | 1      |        |        |
|  | Coxim        | 0            | 2            |   |          |        |        |        |

### Kampioen
| Campeonato Sul-Mato-Grossense de 2006 |
| Mato Grosso do Sul                    |
| ------------------------------------- |
| COXIM Kampioen (1° titel)             |